# Mariä Himmelfahrt (Bad Neustadt)

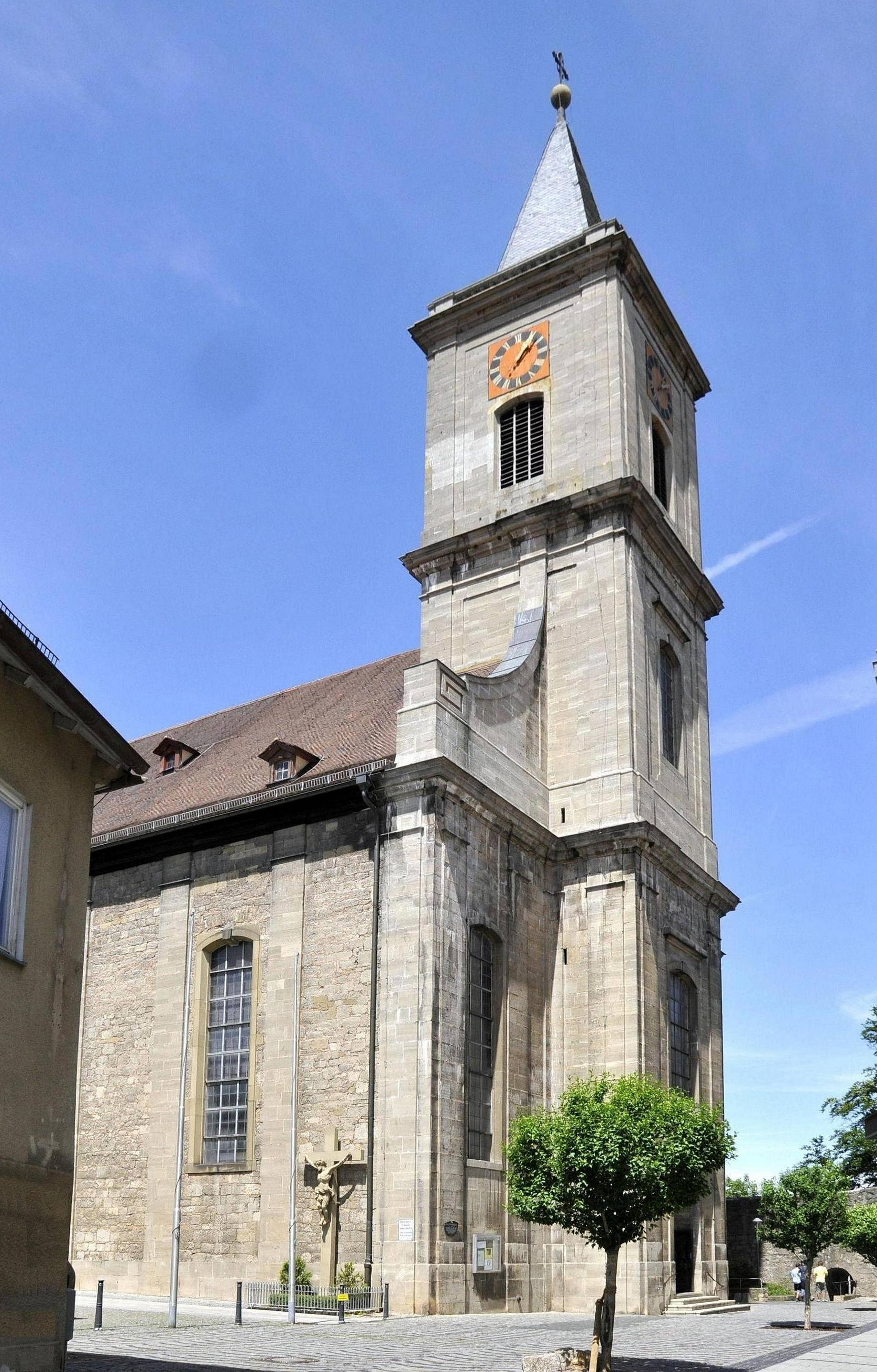
Mariä-Himmelfahrt-Kirche

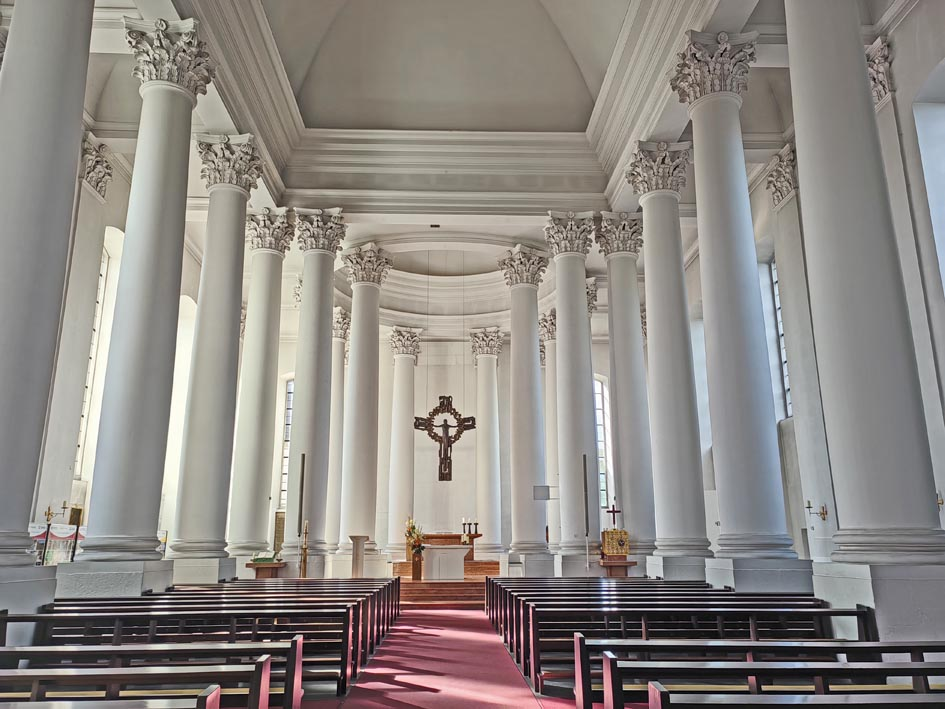
Innenaufnahme

Die römisch-katholische Stadtpfarrkirche Mariä Himmelfahrt der gleichnamigen Pfarrei befindet sich in Bad Neustadt an der Saale, der Kreisstadt des unterfränkischen Landkreises Rhön-Grabfeld in Bayern. Die Namensgebung bezieht sich auf die Aufnahme Marias in den Himmel. Die Pfarrei gehört zum Dekanat Bad Neustadt im Bistum Würzburg.
Die Kirche ist eines der Baudenkmäler von Bad Neustadt an der Saale und ist unter der Nummer D-6-73-114-47 in der Bayerischen Denkmalliste registriert.

## Geschichte
Am Ort der heutigen Kirche standen verschiedene Vorgängerbauten, u. a. eine romanische Kirche mit Chorturm, die etwa um 1050 gebaut wurde. Die 1983/84 freigelegten Fundamentreste der 1352 erweiterten Kirche im gotischen Stil sind an der Nordostecke der Kirche durch entsprechende Bodenbepflasterung bezeichnet und auf einer Infotafel beschrieben.  1584 bis 1589 wirkte Valentin Leucht (1550–1619), Buchautor, später kaiserlicher Hofpfalzgraf und Bücherkommissar, hier als Pfarrer bzw. Dekan.
1793 wurde die Kirche wegen baulicher Mängel und räumlicher Enge abgerissen. Der Hofkammerrat Alois Geigel erstellte Pläne für den Neubau, die nach seinem Tod 1798 der Hofarchitekt Andreas Gärtner als Bauführer umsetzte. Allerdings wollte er, „dass die vielen unnützen Säulen“ wenigstens im Chor wegfallen sollten. Das widersprach jedoch dem Willen des verstorbenen Fürstbischofs Franz Ludwig von Erthal, der ausdrücklich verfügt hatte, dass der Plan Geigels in dessen Sinne umgesetzt werde. Mehrmals mussten die Bauarbeiten wegen Geldmangels, aber auch wegen der napoleonischen Kriegswirren eingestellt werden. Mit Hilfe König Ludwigs I. von Bayern wurde der Bau im Jahre 1834 fertiggestellt. Der Innenausbau erfolgte in den folgenden beiden Jahren nach den Plänen Johann Philipp Mattleners. Am 10. August 1836 wurde die Kirche unter dem heutigen Namen vom Fuldaer Bischof Johann Leonhard Pfaff und vom Würzburger Bischof Adam Friedrich Groß zu Trockau geweiht.

## Beschreibung

### Architektur

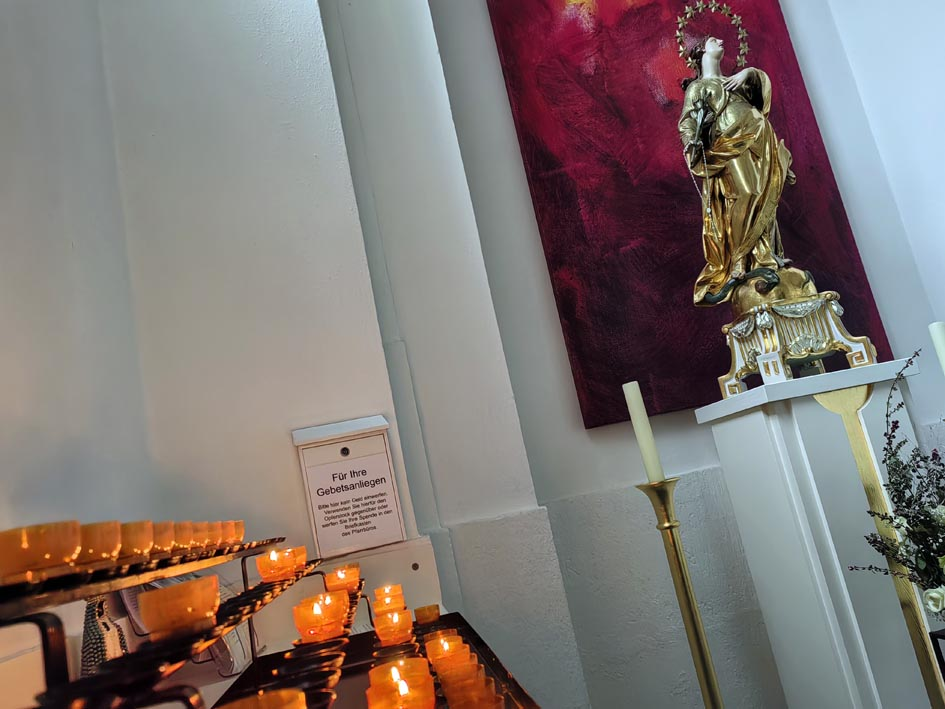
Andachtsraum „Raum der Stille“

Die außen schlichte Bad Neustädter Marienkirche präsentiert sich innen als klassizistische dreischiffige Basilika. Das von korinthischen Säulen gesäumte Mittelschiff hat ein Tonnengewölbe, die Seitenschiffe sind flach gedeckt. Der runde Altarraum ist durch die kreisförmige Säulenstellung und eine kuppelartige Deckenwölbung hervorgehoben.
Unüblich ist die Ausrichtung der Kirche mit dem Altar nach Westen. Auch ist sie gegenüber ihren Vorgängerinnen um etwa 30 Grad versetzt. Die Kirche ist außen 21, innen 18,40 Meter breit und außen 49,77, innen 47,80 Meter lang. Die Mauerdicke beträgt 1,30 Meter, die Säulen einschließlich Sockel und Kapitell sind 11 Meter hoch, die Spiegelgewölbehöhe beträgt 6,80 Meter vom Säulenkopf, die Turmhöhe 56 Meter bis zur Kreuzspitze.
Der Ostturm über dem Haupteingang hat eine Seitenlänge von acht Metern im Quadrat.

### Orgel
Die Orgel der Marienkirche wurde 1852 von der Orgelwerkstatt Balthasar Schlimbach (Würzburg) erbaut. Sie wurde 1965 durch die Manufaktur Hey Orgelbau erweitert und verfügt seither über 36 Register auf drei Manualen und Pedal.

### Geläute
Vier Glocken bilden das Geläute der Kirche Mariä Himmelfahrt, von denen drei historisch sind und eine aus dem 20. Jahrhundert stammt:
| Glocke | Name                     | Gussjahr | Gießer                  | Gewicht | Schlagton |
| ------ | ------------------------ | -------- | ----------------------- | ------- | --------- |
| 1      | Friedensglocke           | 1648     | Jean Maillard           | 2098 kg | des′      |
| 2      | St. Oswald und St. Georg | 1505     |                         | 1108 kg | f′        |
| 3      | Vier Evangelisten        | 1302     |                         | 0630 kg | as′       |
| 4      | Zur Ehre Gottes          | 1975     | Glockengießerei Bachert | 0401 kg | b′        |

Der Name der Friedensglocke von 1648 hat mit dem Ende des Dreißigjährigen Krieges zu tun, zu dem sie gegossen wurde.
Die Stifter der kleinsten Glocke waren Josef Englert aus Sommerau im Spessart und seine Ehefrau Elisabeth Englert, geborene Benckert.

## Nachweise
1. ↑  Ann-Helena Schlüter: Informationen zur Orgel

Koordinaten: 50° 19′ 25,4″ N, 10° 12′ 52,8″ O